# Bianca Andreescu
Bianca Andreescu född 2000, är en kanadensisk tennisspelare som tog sin första WTA-seger i karriären 2019 när hon med ett wildcard vann finalen i BNP Paribas Open i Indian Wells mot regerande Wimbledonmästaren, tyska världsåttan Angelique Kerber. Samma år vann hon sin första Grand Slam titel vid US Open mot Serena Williams.